# Sanktuarium Matki Bożej z Monte Berico
Sanktuarium Matki Bożej z Monte Berico – budowla sakralna, która wznosi się na wzgórzu Monte Berico, po południowo-zachodniej stronie miasta Vicenza, w północnych Włoszech. Wnętrze świątyni składa się z dwóch kościołów: jednego w stylu gotyckim, a drugiego – klasycystyczno-barokowym.

## Historia sanktuarium
Początki sanktuarium związane są z objawieniami Matki Bożej na wzgórzu, na którym teraz wznosi się kompleks budowli. Zapiski historyczne głoszą, że Maryja objawiła się dwukrotnie ubogiej kobiecie, Vincenzy Pasini, 7 marca 1426 i 1 sierpnia 1428. W Vicenzy szalała wówczas dżuma. Głównym przesłaniem objawienia było polecenie, aby na wzgórzu pobudować kościół ku czci Matki Bożej. Wtedy epidemia miała ustać. Mieszkańcy Vicenzy nie od razu uwierzyli kobiecie. Tak samo władze kościelne. Dopiero wzmożenie się zarazy oraz powtórne objawienie przyczyniły się do tego, że pobudowano kościół. Świątynia została powierzona 2 listopada 1429 Zakonowi św. Brygidy. 31 maja 1435 kościół przeszedł pod opiekę serwitów. Musieli oni opuścić sanktuarium w 1866, ale powrócili tu w 1875 na prośbę władz miasta. Zakonnicy pracują tu do tej pory.

## Budowle

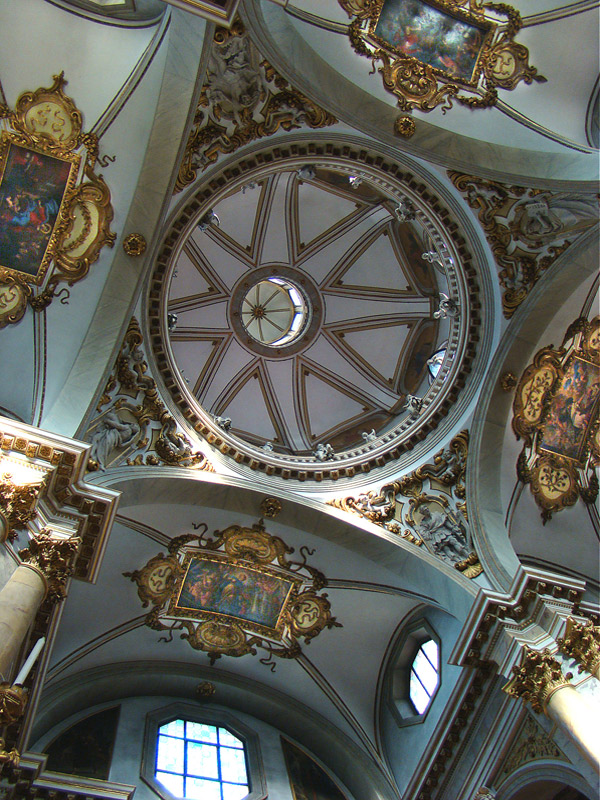
Kopuła sanktuarium

Na wnętrze monumentalnej świątyni składają się dwa kościoły. Do nich przylegają zabudowania klasztorne, krużganki, dwie nowoczesne kaplice i inne. Kościół gotycki, zajmujący stronę zachodnią, został zbudowany zaledwie w trzy miesiące, począwszy od 25 sierpnia 1428, dzięki spontanicznemu zaangażowaniu mieszkańców Vicenzy. Obecna fasada nie jest oryginalna, ponieważ została gruntownie przebudowana w 1860. Drugi kościół, szesnastowieczny, jest dziełem architekta Carlo Borella z Vicenzy. Budowa tego obiektu została rozpoczęta w 1688, a ukończona w 1703. Również ta świątynia powstała z woli mieszkańców miasta, jako znak i wyraz wiary i wdzięczności względem Matki Bożej. Do kompleksu budowli sakralnych przylegają krużganki oraz małe muzeum, w którym przechowywane są dary wotywne z różnych epok, począwszy od XV w. W obrębie sanktuarium znajduje się też sklep z pamiątkami religijnymi.

## Dzieła sztuki

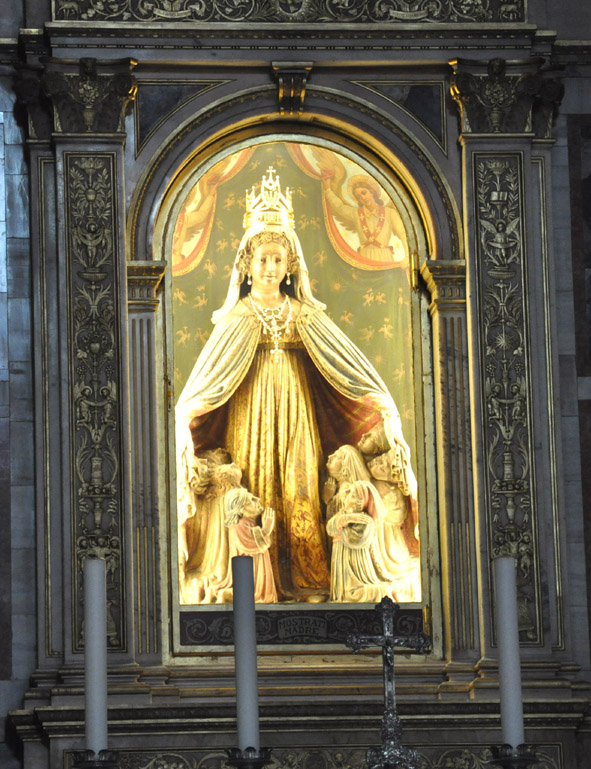
Statua Matki Bożej czczona w sanktuarium

W sanktuarium znajduje się wiele dzieł sztuki, które godne są szczególnej uwagi:
- Statua Madonny – autor – Nicolò z Wenecji. Postać Madonny wyrzeźbiona jest z miękkiej skały miejscowego pochodzenia. Odwzorowuje temat ikonograficzny Matki Bożej Miłosierdzia, często spotykany w XV w. na ziemiach weneckich. Madonna okrywa swym płaszczem mieszkańców Vicenzy, którzy u niej szukają ratunku. Statua mierzy 170 cm wysokości. Korona i naszyjnik z pereł pochodzą z 1900. Zostały wykonane przez złotników z Vicenzy, a podarowane przez kard. Giuseppe Sarto, patriarchę Wenecji, późniejszego papieża Piusa X, z okazji koronacji, która miała miejsce 25 sierpnia 1900[2].
- Chór i meble w zakrystii – (XV w.)
- Obraz Wieczerza św. Grzegorza Wielkiego – autor Paolo Veronese, 1572
- Obraz Pietà – autor Bartolomeo Montagna, 1505
- Obraz Ukoronowanie Matki Bożej – autor Palma il Giovane.